# Rainer Klinke
Rainer Klinke (* 8. März 1936 in Landsberg, Oberschlesien; † 8. September 2008 in Frankfurt am Main) war ein deutscher Mediziner und Neurophysiologe.
Klinke war von 1977 bis zu seiner Emeritierung Ordinarius an der Johann Wolfgang Goethe-Universität Frankfurt am Main. Von 1985 bis 1995 war er Geschäftsführender Direktor des Zentrums der Physiologie. Er war unter anderem Sprecher des Sonderforschungsbereichs 269 „Molekulare und zelluläre Grundlagen neuronaler Organisationsprozesse“.
Zusammen mit Stefan Silbernagl war er Autor des Standardwerkes „Lehrbuch der Physiologie“. 2004, im Jahr seiner Emeritierung, erhielt er die Purkyne-Medaille der Tschechischen Akademie der Wissenschaft.

## Schriften (Auswahl)
- Rainer Klinke, Stefan Silbernagl: Lehrbuch der Physiologie. Thieme, Stuttgart 1994, ISBN 3-13-796001-0